# Mount Torbert
Mount Torbert är ett berg i Antarktis. Det ligger i Västantarktis. Argentina, Chile och Storbritannien gör anspråk på området. Toppen på Mount Torbert är 1 675 meter över havet.
Terrängen runt Mount Torbert är platt norrut, men söderut är den kuperad. Mount Torbert är den högsta punkten i trakten. Trakten är obefolkad. Det finns inga samhällen i närheten. 